# Tom Florie
Thomas Florie (appelé Tom ou Tommy), né le 6 septembre 1897 à Harrison (New Jersey) et mort le 26 avril 1966 à North Providence (Rhode Island), était un joueur américain de football.

## Biographie

### Début de carrière
Né au New Jersey de parents immigrés italiens, Florie commence à jouer au football très jeune, mais effectue d'abord son service militaire dans la marine pendant la Première Guerre mondiale. En 1922, Florie signe à Harrison F.C., en American Soccer League. Il ne joue que 3 matchs avant de quitter Harrison pour jouer en American A.A. dans la West Hudson Amateur League.

### American Soccer League
En 1924, Florie retourne à l'ASL lorsqu'il signe au Providence FC. Il s'impose rapidement comme l'un des meilleurs joueurs de l'équipe, et un des meilleurs ailiers de la ligue. En 1928, il commence la saison avec Providence, qui se faisait appeler à l'époque Gold Bugs, avant de changer pour New Bedford Whalers II. Il rejoint par la suite Fall River FC, mais l'équipe ne joue qu'un printemps avant de fusionner avec les New York Yankees et de devenir New Bedford Whalers III. En 1932, les Whalers battent Stix, Baer and Fuller FC 8-5 en finale de la National Challenge Cup. Florie inscrit un but dans chacun des deux matchs. Florie signe ensuite chez les Pawtucket Rangers. En 1941, Florie gagne sa seconde Open Cup lorsque son nouveau club Pawtucket FC bat les Detroit Chrysler 8-5, où il marque un but.

### Équipe nationale
Florie joue 8 fois en sélection et inscrit 2 buts, entre 1925 et 1934. Sa première cape est lors d'une défaite 1-0 contre le Canada le 27 juin 1925. Il effectue sa deuxième sélection un an plus tard, lors d'une victoire 6-2 contre les Canadiens où Florie marque. Il n'est pas retenu pour les jeux olympiques de 1928, mais participe à la coupe du monde 1930. Il est nommé capitaine de l'équipe des États-Unis qui parvient jusqu'en demi-finale de la compétition. Sa dernière sélection est lors de l'élimination au premier tour contre l'Italie lors de la coupe du monde 1934.
Florie est introduit au National Soccer Hall of Fame en 1986.